# Chuck Peddle
Chuck Peddle, född 1937 i Bangor, Maine, död den 15 december 2019, var en elektronikingenjör och entreprenör som var en av pionjärerna inom mikrodatortekniken. Peddle är mest känd för mikroprocessorn 6502 samt datorkortet KIM-1 SBC och den följande mikrodatorn Commodore PET, båda baserade på 6502-processorn.
Peddle arbetade från 1973 på Motorola med 6800-processorn, men lämnade Motorola för MOS Technology, där han designade 650x-processorfamiljen tillsammans med Bill Mensch. Av dessa är 6502 mest känd eftersom den användes i historiskt betydelsefulla mikrodatorer som Apple II och Commodore VIC-20, men även i spelkonsolen Nintendo NES.

## Första hemdatorn
År 1977 allierade sig Chuck Peddle med Bill Gates för att köpa Apple men de kunde inte få ihop de 150 000 dollar som Wozniak och Jobs ville ha för företaget. Ungefär samtidigt köptes MOS technology upp av Commodore, vilket innebar att Chuck kom att arbeta för Commodore där han blev satt att utveckla en mikrodator. Resultatet blev PET (Personal Electronic Transactor). Trots att PET-datorns design kanske inte var av allra högsta kvalitet så gick försäljningen bra, det viktiga var att den första hemdatorn var skapad.

## Sirius
År 1980 slutade Peddle på MOS Technology för att slå ihop sig med Chris Fish från CBM och skapa Sirius System Technology. Peddle utvecklade där en persondator kring mikroprocessorn Intel 8088. Detta skedde ungefär vid den tidpunkt då IBM utvecklade sin IBM PC (också den kring 8088). Peddles dator, Sirius I (alias Victor 9000 i Europa), lanserades faktiskt några veckor före IBM PC — den första kommersiellt tillgängliga persondatorn baserad på Intel 8088 var således inte IBM PC.

## Sirius I
Sirius I var delvis ett nytänkande kring hem/persondatorer: en flimmerfri högupplösande skärm och separat tangentbord som inte var integrerat i datorn. Den mer modulära utformningen, liknande datorterminaler och tidigare kontorsdatorsystem baserade på större datorer, kom att bli standard även för person- och hemdatorer.